# 5 000 meter för herrar i friidrott vid olympiska sommarspelen 2016
Herrarnas 5 000 meter vid olympiska sommarspelen 2016, i Rio de Janeiro i Brasilien avgjordes den 17-20 augusti på Estádio Olímpico João Havelange.

## Medaljörer
| Spel        | Guld                    | Silver           | Brons                    |
| 5 000 meter | Mo Farah Storbritannien | Paul Chelimo USA | Hagos Gebrhiwet Etiopien |

## Resultat

### Heat 1
| Placering | Idrottare               | Nationalitet   | Tid      | Noteringar |
| --------- | ----------------------- | -------------- | -------- | ---------- |
| 1         | Hagos Gebrhiwet         | Etiopien       | 13:24,65 | Q          |
| 2         | Albert Kibichii Rop     | Bahrain        | 13:24,95 | Q          |
| 3         | Mo Farah                | Storbritannien | 13:25,25 | Q          |
| 4         | Joshua Kiprui Cheptegei | Uganda         | 13:25,70 | Q          |
| 5         | Bernard Lagat           | USA            | 13:26,02 | Q          |
| 6         | Caleb Ndiku             | Kenya          | 13:26,63 |            |
| 7         | Hayle İbrahimov         | Azerbajdzjan   | 13:27,11 |            |
| 8         | Aron Kifle              | Eritrea        | 13:29,45 |            |
| 9         | Ilias Fifa              | Spanien        | 13:30,23 |            |
| 10        | Kemoy Campbell          | Jamaica        | 13:30,32 |            |
| 11        | Jacob Kiplimo           | Uganda         | 13:30,40 |            |
| 12        | Charles Yosei Muneria   | Kenya          | 13:30,95 |            |
| 13        | Hassan Mead             | USA            | 13:34,27 | q          |
| 14        | Younés Essalhi          | Marocko        | 13:41,41 |            |
| 15        | Namakoe Nkhasi          | Lesotho        | 13:41,92 |            |
| 16        | Bashir Abdi             | Belgien        | 13:42,83 |            |
| 17        | Olivier Irabaruta       | Burundi        | 13:44,08 |            |
| 18        | Sam McEntee             | Australien     | 13:50,55 |            |
| 19        | Lucas Bruchet           | Kanada         | 14:02,02 |            |
| 20        | Richard Ringer          | Tyskland       | 14:05,01 |            |
| 21        | Mukhlid Al-Otaibi       | Saudiarabien   | 14:18,48 |            |
| 22        | Kota Murayama           | Japan          | 14:26,72 |            |
| 23        | Hari Kumar Rimal        | Nepal          | 14:54,42 |            |
| 24        | Mohamed Daud Mohamed    | Somalia        | 14:57,84 |            |
| 25        | Rosefelo Siosi          | Salomonöarna   | 15:47,76 | PB         |

### Heat 2
| Placering | Idrottare           | Nationalitet          | Tid      | Noteringar |
| --------- | ------------------- | --------------------- | -------- | ---------- |
| 1         | Paul Chelimo        | USA                   | 13:19,54 | Q, PB      |
| 2         | Muktar Edris        | Etiopien              | 13:19,65 | Q          |
| 3         | Dejen Gebremeskel   | Etiopien              | 13:19,67 | Q          |
| 4         | Birhanu Balew       | Bahrain               | 13:19,83 | Q          |
| 5         | Andrew Butchart     | Storbritannien        | 13:20,08 | Q          |
| 6         | Mohammed Ahmed      | Kanada                | 13:21,00 | q          |
| 7         | Elroy Gelant        | Sydafrika             | 13:22,00 | q          |
| 8         | Abrar Osman         | Eritrea               | 13:22,56 | q          |
| 9         | Brett Robinson      | Australien            | 13:22,81 | q          |
| 10        | David Torrence      | Peru                  | 13:23,20 | q, NR      |
| 11        | Phillip Kipyeko     | Uganda                | 13:24,66 | SB         |
| 12        | Isiah Koech         | Kenya                 | 13:25,15 |            |
| 13        | Patrick Tiernan     | Australien            | 13:28,48 |            |
| 14        | Florian Orth        | Tyskland              | 13:28,88 |            |
| 15        | Hiskel Tewelde      | Eritrea               | 13:30,23 |            |
| 16        | Suguru Osako        | Japan                 | 13:31,45 | SB         |
| 17        | Adel Mechaal        | Spanien               | 13:34,42 |            |
| 18        | Soufiyan Bouqantar  | Marocko               | 13:56,55 |            |
| 19        | Ali Kaya            | Turkiet               | 14:05,34 |            |
| 20        | Tom Farrell         | Storbritannien        | 14:11,65 |            |
| 21        | Tariq Ahmed Al-Amri | Saudiarabien          | 14:26,90 |            |
| 22        | Antonio Abadía      | Spanien               | 14:33,20 |            |
| 23        | Kefasi Chitsala     | Malawi                | 14:52,89 |            |
| 24        | San Naing           | Myanmar               | 15:51,05 |            |
| 25        | Romario Leitao      | São Tomé och Príncipe | 15:53,32 |            |
| –         | Zouhair Aouad       | Bahrain               | DNF      |            |

### Final
| Placering | Idrottare               | Nation         | Tid      | Noteringar |
| --------- | ----------------------- | -------------- | -------- | ---------- |
| 1         | Mo Farah                | Storbritannien | 13:03,30 |            |
| 2         | Paul Chelimo            | USA            | 13:03,90 | PB         |
| 3         | Hagos Gebrhiwet         | Etiopien       | 13:04,35 |            |
| 4         | Mohammed Ahmed          | Kanada         | 13:05,94 |            |
| 5         | Bernard Lagat           | USA            | 13:06,78 | WMR, SB    |
| 6         | Andrew Butchart         | Storbritannien | 13:08,61 | PB         |
| 7         | Albert Kibichii Rop     | Bahrain        | 13:08,79 |            |
| 8         | Joshua Kiprui Cheptegei | Uganda         | 13:09,17 |            |
| 9         | Birhanu Balew           | Bahrain        | 13:09,26 | PB         |
| 10        | Abrar Osman             | Eritrea        | 13:09,56 |            |
| 11        | Hassan Mead             | USA            | 13:09,81 |            |
| 12        | Dejen Gebremeskel       | Etiopien       | 13:15,91 |            |
| 13        | Elroy Gelant            | Sydafrika      | 13:17,47 |            |
| 14        | Brett Robinson          | Australien     | 13:32,30 |            |
| 15        | David Torrence          | Peru           | 13:43,12 |            |
| –         | Muktar Edris            | Etiopien       | DQ       | R 163,3b   |